# Agrafi
Agrafi avser förvärvad störning av skrivförmågan. Vid agrafi har något område i hjärnan, som är viktigt för skrivfunktionen, blivit skadat till följd av en hjärnskada (till exempel stroke eller traumatisk hjärnskada).

## Olika typer av agrafi
Man skiljer på centrala och perifera typer av agrafi. Alla typerna beror dock på skada i centrala nervsystemet (hjärnan). Vid central agrafi är rent språkliga funktioner påverkade (till exempel stavning), medan skadan påverkar icke-språkliga funktioner såsom perception och motorik vid perifer agrafi.

### Perifera agrafier
Apraktisk agrafi yttrar sig i problem med att forma bokstaven då den skrivs. Man kan råka skriva fel bokstav och kan inte korrigera sig. Däremot kan man fortfarande läsa och stava. (Se apraxi).
Allografisk agrafi yttrar sig i problem med olika bokstavstyper (gemener/versaler, skrivstil/textning). Till exempel blandar man fritt mellan typer eller kan bara skriva med en typ av stil. (Se allograf).
Spatial agrafi (även afferent agrafi) yttrar sig i problem med att disponera skriften på pappret. Denna typ av agrafi är associerad med en högersidig parietallobsskada. (Se även neglekt).

### Centrala agrafier
Ortografisk agrafi yttrar sig i att man har svårt för att skriva ord som inte stavas regelbundet som de låter.
Semantisk agrafi
Fonologisk agrafi
Djupagrafi

### Grafemetappagrafi
Grafemetappagrafi är en typ av agrafi som beror på bristande arbetsminne för bokstäver. Agrafin är inte beroende av ordtyp utan framför allt av ordens längd - orden får helt enkelt inte plats i minnet. Man kan fortfarande stava, men när man ska skriva faller ofta bokstäver bort.